# علم الأحياء الدقيقة الزراعية
يعد علم الأحياء الدقيقة الزراعية أو ميكروبيولوجيا زراعية أحد فروع علم الأحياء الدقيقة الذي يتعامل مع الميكروبات المرتبطة بالنباتات والأمراض التي تصيب كلاً من الحيوانات والنباتات. يتعامل هذا الفرع أيضًا مع الأحياء الدقيقة ذات الصلة بخصوبة التربة، مثل تآكل التربة الجرثومي للمادة العضوية والتحولات التي تجرى على المواد المغذية للتربة.

## الكائنات الدقيقة الموجودة بالتربة
البكتيريا:- أكثر المجموعات شيوعًا بين الكائنات الدقيقة في التربة وتساوي نصف إجمالي عدد الكائنات الحية الجرثومية الموجودة في التربة. توجد هذه البكتيريا بمعدل يتراوح بين 100000 إلى عدة ملايين لكل جرام تربة - المجموعات المخمرة الأصلية. والغالبية كائنات غير ذاتية التغذية. 
(البكتيريا الشائعة في التربة - الفصلاء، العصوية، المطثية، المكيرة).
البكتيريا الخيطية - مجموعة وسيطة بين البكتيريا والفطريات. وهذه المجموعة كثيرة العدد وموزعة بشكل كبير في التربة. تأتي هذه المجموعة مباشرة بعد البكتيريا من حيث الوفرة في التربة. ويتراوح عددها بين 104 و108/جرام تربة. تمثل المتسلسلات نسبة 70% من البكتيريا الخيطية. ومن المعروف أن العديد منها منتج للمضادات الحيوية. ويزداد عددها مع زيادة عمق التربة.
الفطريات: الأكثر عددًا في الطبقات السطحية لأنواع التربة المحروثة جيدة المعالجة، وهي واسعة الانتشار في أراضي التربة الحامضية. تتمثل الأجناس الشائعة في التربة في الرشاشيات، العفنيات، التريكوديرما الذي يستخرج منه مادة البنسيلين، النوباء، الرايزوبس.
الطحالب – موجودة في أغلب أنواع التربة بأعداد تتراوح بين 100 و10000 لكل جرام.
الكائنات وحيدة الخلايا: – موجودة بمعدلات تتراوح بين 10000 و100000 لكل جرام تربة. تتمثل غالبية أنواع الكائنات وحيدة الخلايا الموجودة في التربة في السوطيات أو الأميبا أو الهدبيات. تحصل هذه الكائنات على غذائها عبر التهام بكتيريا التربة. وهي تعيش بأعداد كبيرة في الجزء الأكبر العلوي من التربة. تنظم الكائنات وحيدة الخلية التوازن الحيوي في التربة.

### أهمية الكائنات الدقيقة للتربة
- المساهمة في عملية التحول الغذائي
- تحلل المكونات المقاومة الموجودة في أنسجة الحيوانات والنباتات
- لها دور في المناهضة الجرثومية
- المشاركة في تكوين الدبال
- افتراس الديدان الخيطية
- سطح ناضر يقلل نسبة المفقود بسبب التعرية
- تحسين بنية التربة
- المحافظة على التوازن الحيوي

## كتابات أخرى
- G. Rangaswami (2004). Agricultural Microbiology. Prentice-Hall of India Pvt.Ltd. ISBN:81-203-0668-6.